# Hyperacrius fertilis
Hyperacrius fertilis és una espècie de mamífer rosegador de la família dels cricètids. Viu a altituds d'entre 2.450 i 3.600 msnm al nord de l'Índia i el Pakistan. Es tracta d'un animal diürn, gregari i herbívor. El seu hàbitat natural són els boscos temperats. Està amenaçat pel sobrepasturatge i l'expansió urbana. El seu nom específic, fertilis, significa ‘fèrtil’ en llatí.